# Total War Saga: Thrones of Britannia
Total War Saga: Thrones of Britannia ist ein rundenbasiertes Strategiespiel, das von Creative Assembly entwickelt und von Sega veröffentlicht wurde. Release war der 3. Mai 2018 für Microsoft Windows. Das Spiel wurde am 24. Mai 2018 auf MacOS und am 7. Juni 2018 auf Linux von  Feral Interactive veröffentlicht. Es ist der zwölfte Teil der Total-War-Reihe.
Der Schauplatz des Spiels sind die Britischen Inseln um 878 n. Chr. Zum Release gab es zehn spielbare Fraktionen.

## Fraktionen
- Die Angelsachsen – West-Sachsen und Mercien
- Die Gälen – Mide und Circenn
- Die Waliser – Gwynedd und Strat Clut
- Die große Wikinger-Armee – Northumbria und Ostanglien
- Die Seekönige der Wikinger – Dublin und Sudreyar

## Hintergrund
Während der Wikingerzeit kam es vermehrt zu Konflikten zwischen skandinavischen Siedlern, Angelsachsen und der nativen Bevölkerung der britischen Inseln.

## Kritiken
Das Spiel erhielt von professionellen Rezensenten durchschnittliche bis gute Kritiken, gilt insbesondere bei Fans der Serie jedoch als einer der schwächeren Teile der Total-War-Reihe. Auf Metacritic erzielt es derzeit (Stand Februar 2020) einen Metascore von 75, was für „generell positive Kritiken“ steht, und einen Userscore von 5,3, was für „gemischte und durchschnittliche Reviews“ steht.
Anfangs wurde das Spiel wegen der geringen Unterschiede zwischen den Fraktionen und verringter Spielfunktionen im Vergleich zu den Vorgängern kritisiert. Diese Probleme wurden jedoch durch Updates teilweise behoben.
Das Spiel gewann den Preis in der Kategorie „Best Strategy Game“ beim „The Independent Game Developers’ Association Award“ 2018. Außerdem wurde es für die Kategorien „Best Educational Game“, „Best Audio Design“ und „Heritage“ nominiert.